# Неоптелем
Неоптелем (грч. Νεοπτόλημος) је у грчкој митологији био Ахилов и Дејдамијин син, који је често називан и Пир.

## Митологија
Као његова мајка се наводи и Ифигенија и након њеног жртвовања, отац га је одвео код деде Ликомеда у Скир, који га је и одгајио. Након смрти свога оца, одлучио је да крене у тројански рат, јер су му Феник и Диомед, који су дошли на Скир по њега по савету пророка Хелена или Калханта, обећали очево оружје и Хермионину руку уколико учествује. На путу ка Троји, зауставили су се на острву Лемну, где су наговорили Филоктета да им уступи Хераклове стреле. У тројанском рату показао се као важан војник који је донео преокрет у корист Грка. Убио је многе јунаке, међу којима и Еурипила, вођу Мижана. Описан је као веома храбар ратник, који једини није имао страх да уђе у тројанског коња, али и веома суров. Убио је Пријама, који је већ био старац, испред жртвеника Зевса Херкеја, а са зидина Троје је бацио малог Астијанакта, Хекторовог сина. Самилост је показао само према Пријамовој кћерки Поликсени, коју је морао да жртвује на Ахиловом гробу. Након разарања Троје, при подели плена, добио је Хекторову удовицу Андромаху. О његовом повратку у домовину постоји више предања. Према најстаријем, срећно се вратио, оженио Хермионом и постао владар Фтиотиде. Касније се причало да су га саветовали да се настани тамо где се куће граде на гвозденим темељима, са дрвеним зидовима и вуненим кровом. Такве куће је видео у Епиру крај језера Памботиде и ту се заиста и настанио. Када је отишао у Делфе да прозове Аполона на одговорност због смрти свог оца, Аполон га је убио или мештанин по имену Махајреј или је то учинио Аполонов свештеник по Питијином налогу или зато што је Неоптелем покушао да опљачка храм. Причало се да је зато што је извршио светогрђе и убио Пријама крај жртвеника, био кажњен да и сам заврши живот на исти начин. Друго предање говори да је Неоптелема убио Орест, јер је и њему Хермиона била обећана, али му није припала. Љубоморан, а знајући да Неоптелем иде у Делфе, раширио је гласину да он заправо жели да опљачка храм. Тамо га је опколио са групом наоружаних људи и они су га стрелама и мачем докрајчили. Требало је да буде сахрањен у Фтиотиди, али је Тетида захтевала да се сахрани на Делфима, где су му указиване божанске почасти. Према неким изворима, са Хермионом није имао децу, али са Андромахом је имао Амфијала, Молота, Пијела и Пергама. Такође, са Ланасом је имао Пира.